# Marion Harris
Marion Harris, nome d'arte di Mary Ellen Harrison (Indiana, 4 aprile 1896 – New York, 23 aprile 1944), è stata una cantante statunitense.
Fra le più popolari artiste degli anni venti (ed una fra le prime cantanti bianche di canzoni jazz e blues) nacque probabilmente in Indiana, iniziò dapprima come musicista, suonando a Chicago intorno al 1914 il pianoforte in spettacoli vaudeville e in sale cinematografiche dove si proiettava cinema muto.
Il ballerino Vernon Castle la inserì nella comunità teatrale di New York, città in cui debuttò nel 1915 nella rivista musicale di Irving Berlin Stop! Look! Listen!.

## Registrazioni fonografiche
Harris iniziò a registrare dischi prima che la prima guerra mondiale finisse: a partire dal 1916, incise per la Victor Records, eseguendo una varietà di canzoni, fra cui Everybody's Crazy 'bout the Doggone Blues, But I'm Happy, After You've Gone (una fra le sue più conosciute, eseguita in seguito in cover da numerosi altri artisti), A Good Man Is Hard to Find (poi incisa anche da Bessie Smith), When I Hear that Jazz Band Play, oltre al suo maggiore successo, I Ain't Got Nobody.
Nel 1920, dopo che la Victor non le fece registrare il brano di W.C. Handy St. Louis Blues, decise di passare alla Columbia Records, etichetta per la quale registrò con successo quella canzone, grazie alla quale probabilmente si guadagnò l'appellativo di The Queen of the Blue, Regina del blues, caratterizzante lo stile che lei infuse in tutte le sue registrazioni blues o jazz che fossero.

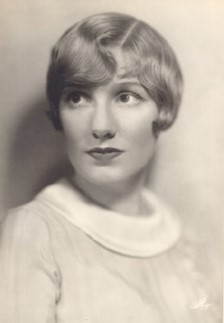
Marion Harris negli anni venti

W.C. Handy disse di lei che cantava così bene canzoni blues che coloro che ascoltavano potevano pensare che fosse una cantante di colore. Schermendosi, Harris replicò che, siccome solitamente riescono bene le cose che si fanno spontaneamente, lei semplicemente aveva iniziato cantando canzoni nello slang tipico del sud degli Stati Uniti, prettamente quelle che venivano considerate moderne canzoni blues.
Nel 1922, Harris si trasferì alla Brunswick Records continuando a tenere spettacoli a Broadway per tutti gli anni venti. Si esibì al Palace Theatre nello spettacolo di Florenz Ziegfeld Midnight Frolic, e compì tournée con compagnie di vaudeville in tutti gli Stati Uniti.
Dopo il matrimonio (e la nascita di due figli), conclusosi con un divorzio, tornò ad esibirsi nei teatri newyorkesi nel 1927, tornando ad incidere anche per la Victor. Apparve anche in un cortometraggio di otto minuti intitolato Marion Harris, Songbird of Jazz. Dopo un film girato a Hollywood - uno dei primi musical, Devil-May-Care, con Ramón Novarro - interruppe l'attività artistica, anche per motivi di salute.

## Radio
Tra il 1931 e il 1933, quando era una stella degli show della NBC (in particolare The Ipana Troubadors e The Fleischmann's Yeast Hour), fu definita dall'emittente radiofonica "The Little Girl with the Big Voice".
Ad inizio del 1931 si recò in europa, tenendo concerti a Londra e al Café de Paris. A Londra apparve anche nel musical Ever Green e partecipò a trasmissioni della BBC. Nel medesimo periodo in Inghilterra registrò dischi. Ben presto, tuttavia, si ritirò definitivamente dopo aver sposato un agente teatrale britannico. La loro casa andò poi distrutta nel 1941  durante la seconda guerra mondiale in un bombardamento aereo tedesco.
Nel 1944 la cantante - vittima di disturbi neurologici - fece ritorno a New York per curarsi. Dimessa dall'ospedale dopo un paio di mesi di degenza, morì in tragiche circostanze nell'incendio della stanza d'hotel in cui era andata ad abitare, da lei stessa involontariamente provocato con un mozzicone di sigaretta mal spento prima di addormentarsi.

## Filmografia

### Attrice
- Il tenente di Napoleone (Devil-May-Care), regia di Sidney Franklin (1929)
- It's All Over, regia di Howard Bretherton - cortometraggio (1930)
- Falling in Love, regia di Monty Banks (1935)